# Joe Thomas (Saxophonist, 1902)
Joseph „Joe“ „Cornbread“ Thomas, auch Joe Thomas, (* 3. Dezember 1902 in New Orleans; † 18. Februar 1981 ebenda) war ein US-amerikanischer Klarinettist, Saxophonist und Vokalist des New-Orleans-Jazz.
Joe Thomas spielte mit Jelly Roll Morton (dort Saxophon) und später im New Orleans Revival und verschiedenen Bands wie der von Papa French (z. B. auf A Night at Dixieland Hall 1965), in der Living Legends Band des britischen Schlagzeugers Barry Martyn und der New Orleans Jazz Band von Peter Nissen.
Teilweise trat er als Brother Cornbread auf.
Er ist nicht mit Joe Thomas (Saxophonist, 1909) und Joe Thomas (Trompeter) zu verwechseln.